# Lucas Perrin
Pour les articles homonymes, voir Perrin.
Lucas Perrin, né le 19 novembre 1998 à Marseille, est un footballeur français qui évolue au poste de défenseur central au Sporting de Gijón.

## Biographie

### Enfance
Né à Marseille, où il a commencé à jouer au football, Lucas Perrin fait figure d'authentique « minot » de l'Olympique de Marseille, club qu'il a rejoint à six ans, sans en connaitre d'autre dans sa jeunesse.

### Carrière en club
Ayant ainsi fait ses preuves dans les équipes de jeunes de Marseille, où il a même récupéré le brassard de capitaine, Perrin signe son premier contrat professionnel 7 mai 2018,.
Il fait ses débuts en équipe première le 24 septembre 2019 lors d'un match de Ligue 1 contre le Dijon FCO,. Titulaire, il joue les 90 minutes de ce match au score nul et vierge à l'extérieur,,.
Fort de cette première saison professionnelle où il glane en tout quatre titularisation et une entrée en jeu, il signe une prolongation de contrat en juin 2020, alors que son club a terminé 2e deuxième d'un championnat tronqué par le covid.
La saison suivante Perrin n'a quasiment aucun temps de jeu sous André Villas-Boas, étant dépassé dans la hiérarchie des centraux par Duje Ćaleta-Car, Álvaro González et Leonardo Balerdi, voire le milieu Boubacar Kamara. Il retrouve cependant du temps de jeu après le départ de l'entraineur portugais, intégrant définitivement le groupe pro, puis le onze de départ au gré des différentes absences lors de l'intérim de Nasser Larguet et l'arrivée de Jorge Sampaoli.
Il inscrit notamment son premier but avec l'OM lors d'un match de Ligue 1 contre le Montpellier HSC le 10 avril 2021, en faisant son entrée sur le terrain juste après l'heure de jeu, à la suite du carton rouge de Ćaleta-Car, il marque seulement sept minutes après, déviant de la tête un coup franc de Payet. Ce but donne un avantage à son équipe, dans un match prolifique qui aboutit finalement à un nul trois buts partout,. 
Il est prêté pour un an avec option d'achat au RC Strasbourg le 14 juillet 2021. Il marque son premier but sous les couleurs strasbourgeoises le 20 février 2022, lors d'un match nul deux buts partout face à l'AS Saint-Étienne. Le vendredi 29 avril 2022, le président du Racing Club de Strasbourg Alsace, Marc Keller, annonce que l'option d'achat de Lucas Perrin est levée par le club alsacien. Le joueur a signé un contrat de trois ans.
Le 30 août 2024, Strasbourg et Hambourg SV ont conclu un accord pour le transfert de Perrin. Après seulement six matchs en six mois, il est prêté en janvier 2025 au Cercle Bruges.

### Carrière en sélection
International français avec les moins 16 ans, il a joué un match amical avec cette sélection, étant titularisé lors d'une victoire 6-0 face au pays de Galles le 19 septembre 2013, aux côtés de joueurs comme Jonathan Ikoné, Nicolas Janvier ou Arnaud Nordin.

## Statistiques
Le tableau ci-dessous retrace la carrière de Lucas Perrin depuis ses débuts :
| Saison                | Club                                    | Championnat           | Championnat | Championnat | Coupe(s) nationale(s) | Coupe(s) nationale(s) | Compétition(s) continentale(s) | Compétition(s) continentale(s) | Compétition(s) continentale(s) | Total | Total |
| Saison                | Club                                    | Division              | M.          | B.          | M.                    | B.                    | Comp.                          | M.                             | B.                             | M.    | B.    |
| 2019-2020             | Olympique de Marseille                  | Ligue 1               | 4           | 0           | 1                     | 0                     | -                              | -                              | -                              | 5     | 0     |
| 2020-2021             | Olympique de Marseille                  | Ligue 1               | 7           | 1           | 1                     | 0                     | -                              | -                              | -                              | 8     | 1     |
| Sous-total            | Sous-total                              | Sous-total            | 11          | 1           | 2                     | 0                     | -                              | -                              | -                              | 13    | 1     |
| 2021-2022             | Racing Club de Strasbourg Alsace (prêt) | Ligue 1               | 31          | 1           | 2                     | 0                     | -                              | -                              | -                              | 33    | 1     |
| 2022-2023             | Racing Club de Strasbourg Alsace        | Ligue 1               | 26          | 0           | 1                     | 0                     | -                              | -                              | -                              | 27    | 0     |
| 2023-2024             | Racing Club de Strasbourg Alsace        | Ligue 1               | 31          | 0           | 3                     | 0                     | -                              | -                              | -                              | 34    | 0     |
| Sous-total            | Sous-total                              | Sous-total            | 88          | 1           | 6                     | 0                     | -                              | -                              | -                              | 94    | 1     |
| 2024-2025             | Hambourg SV                             | 2.Bundesliga          | 6           | 0           | -                     | -                     | -                              | -                              | -                              | 6     | 0     |
| 2024-2025             | Cercle Bruges KSV                       | Jupiler league        | 6+8         | 0+2         | -                     | -                     | C4                             | 2                              | 0                              | 16    | 2     |
| Total sur la carrière | Total sur la carrière                   | Total sur la carrière | 119         | 4           | 8                     | 0                     | -                              | 2                              | 0                              | 129   | 4     |

## Palmarès

### En club
Après avoir été finaliste de la Coupe Gambardella en 2017 avec les moins de 19 ans de l'Olympique de Marseille, il est vice-champion de France en 2020 avec l'équipe première.